# Fire Emblem Fates
Fire Emblem Fates  (ファイアーエムブレムif Faiā Emuburemu Ifu?) es un videojuego de rol táctico desarrollado por Intelligent Systems y publicado por Nintendo para la videoconsola portátil Nintendo 3DS. Salió a la venta el 25 de junio de 2015 en Japón, el 19 de febrero de 2016 en América y el 20 de mayo de ese mismo año en Europa. Es la duodécima entrega de la serie principal de Fire Emblem — decimocuarta, incluyendo los remakes — y la segunda en ser desarrollada para Nintendo 3DS después de Fire Emblem: Awakening.
Ha sido condecorado con el "Premio de Excelencia" (compartido con otros 14 títulos), otorgado por la revista Famitsū de la distribuidora Enterbrain a aquellos videojuegos lanzados en Japón entre el 1 de enero y el 31 de diciembre de 2015.

## Ediciones
Hay tres versiones del juego disponibles en todo el mundo, con diferentes historias y batallas:
- Fire Emblem Fates: Estirpe (Birthright en inglés, Byakuya Ōkoku (白夜王国?   lit. "Reino de la noche blanca/sol de medianoche") originalmente)

- Fire Emblem Fates: Conquista (Conquest en inglés, Anya Ōkoku (暗夜王国?   lit. "Reino de la noche oscura") originalmente).

- Fire Emblem Fates: Revelación (Revelation en inglés). Esta versión se puede obtener adquirendo la edición especial del juego, junto a las dos versiones citadas anteriormente.

## Argumento
El juego cuenta con dos facciones en guerra: Hoshido y Nohr. El personaje del jugador Corrin (Kamui カ ム イ?) - cuyo nombre, apariencia, y género puede ser personalizado - puede elegir ponerse del lado de cualquiera de ellos, lo que hace que la trama vaya en dos direcciones diferentes. Si el jugador elige el lado de Hoshido, el recorrido será similar a la de los anteriores juegos de Fire Emblem, teniendo el jugador que luchar en contra de la belicista Nohr; si se elige combatir junto a Nohr, el juego será mucho más difícil, requiriendo que el jugador revolucione el reino de Nohr desde el interior. Con posterioridad al anuncio de salida del juego, salió a la luz la existencia de otro camino adicional, Fire Emblem Fates: Revelación, en el cual el protagonista decide no apoyar ni a Nohr ni a Hoshido. Esta opción puede ser adquirida a modo de contenido adicional o con la compra de la edición especial del juego, en la cual se incluyen los tres caminos a elegir.